# 林肯隧道
林肯隧道（英語：Lincoln Tunnel）是一條位於美國的隧道，跨越哈德遜河底以連接紐澤西州威活肯與紐約市曼哈頓中城。林肯隧道是由歐雷·辛史塔得所設計，經費來自羅斯福新政計畫的一部分。第一條隧道是在1934年動工，並在1937年12月開放通車，建設成本為美金七千五百萬元。通車當時的費率為每輛小客車收費$0.50元，而第一個通過林肯隧道的人是一位來自曼哈頓的銷售業務員，名叫歐麥羅·C·卡譚（Omeron C. Catan），為了第一個通過林肯隧道，他在隧道前排隊等待了三十小時。
最初的設計為兩管的設計，雖然第二管隧道的工程在1938年暫止，但是旋即在1941年重新復工，然而在興建時常因為原料短缺所以隧道工程延後了兩年才完工，第二管隧道的最後總建價為美金八千萬元。在1945年2月1日通車的那一天，歐麥羅的兄弟麥克·卡譚（Michael Catan）被選為第一個帶領眾人走過隧道的人。
紐新港務局隨後提出興建第三管隧道的計畫，但是紐約市政府基於希望紐新港務局可以分擔為了因應隧道開通所帶來的額外車流量對市區道路的維護費用，所以對此計畫起初採反對的態度。不過隨後雙方達成妥協，而第三管隧道也在1957年5月完工。